# Escut de Castellfabib
L'escut de Castellfabib és un símbol representatiu oficial de Castellfabib municipi del País Valencià a la comarca del Racó d'Ademús. Té el següent blasonament:
| « | Escut quadrilong de punta redona. En camper d'argent, un castell de tres torres de gules, maçonat de sable, obert. En cap, cairó d'or amb quatre pals de gules. Per timbre, corona reial oberta, segons l'ús del Regne de València. | » |

## Història
L'escut es rehabilità mitjançant Resolució de 30 d'octubre de 2014, del conseller de Presidència i Agricultura, Pesca, Alimentació i Aigua.
En 2013, l'ajuntament de Casteilfabib aprovà per unanimitat la proposta de modificació i rehabilitació de l'escut històric d'ús immemorial, per tal d'ajustar-lo a la claredat i senzillesa exigibles eliminant elements recents, i incorporant-ne el cairó d'or amb els quatre pals al·lusiu al caràcter de Vila Reial de Castellfabib, i canviant el timbre per la corona reial oberta, tradicional del Regne de València i la Corona d'Aragó.

Escut de Castellfabib des de 1977 fins 2014.

Anteriorment, des de 1977 fins a 2014, Castellfabib va tindre un altre escut oficial: En 1962, per a nomenar fills predilectes i altres honors municipals, l'Ajuntament inicià un procés per a establir un escut municipal, i amb la confecció de la memòria històrica i el disseny de l'escut en mans de Felipe Llopis Planell, doctor en Ciències Històriques, fou aprovat per l'Ajuntament el 30 de juny d'aquell any. Posteriorment es va enviar al Ministeri de la Governació, que el va remetre a la Reial Acadèmia de la Història, on va estar paralitzat molts anys. Finalment, en 1977 es va aprovar per Reial Decret el 26 de gener l'escut amb el següent blasonament:
| « | Escut d'or, el castell, torrejat, de gules, terrassat de sinople i acostat de dos arbres de pomera, de sinople, fruitats d'or. Entat en punta i abaixat, d'atzur, l'àguila, d'or. Al timbre, corona reial, tancada. | » |

El castell és el senyal parlant tradicional de la població, però tots els altres elements n'eren d'incorporació recent: les pomeres en al·lusió al producte agrícola principal de la vila, i l'àguila com a record del passat romà de Castellfabib.